# Badminton-Seniorenweltmeisterschaft 2003
Die Badminton-Seniorenweltmeisterschaft 2003 fand vom 9. bis zum 15. Juni 2003 in Sofia statt.

## Sieger und Platzierte 35+
| Disziplin    | Gold                                | Silber                     | Bronze                                |
| ------------ | ----------------------------------- | -------------------------- | ------------------------------------- |
| Herreneinzel | Martin Kent                         | Magnus Gustavsson          | George Thomas                         |
| Dameneinzel  | Alistair Jones                      | Vlada Chernyavskaya        | Betty Blair                           |
| Dameneinzel  | Alistair Jones                      | Vlada Chernyavskaya        | Petya Georgieva                       |
| Herrendoppel | Trevor Darlington Paul Holden       | George Thomas Bhushan Akut | Holger Wippich Stefan Chorchopov      |
| Herrendoppel | Trevor Darlington Paul Holden       | George Thomas Bhushan Akut | Vicent-Antoniu Dusnoki Radu Ionescu   |
| Damendoppel  | Petya Georgieva Vlada Chernyavskaya | Gitte Kruse Nina Andersen  | Margarita Tosheva Pavlina Apolstolova |
| Damendoppel  | Petya Georgieva Vlada Chernyavskaya | Gitte Kruse Nina Andersen  | Boriana Stoynova Petya Argirova       |
| Mixed        | Paul Holden Betty Blair             | Sigurd Hondrup Gitte Kruse | Iwan Iwanow Vlada Chernyavskaya       |

## Sieger und Platzierte 40+
| Disziplin    | Gold                             | Silber                             | Bronze                               |
| ------------ | -------------------------------- | ---------------------------------- | ------------------------------------ |
| Herreneinzel | Oleg Okunev                      | Eric Plane                         | Jack Webb                            |
| Herreneinzel | Oleg Okunev                      | Eric Plane                         | Milind Ghate                         |
| Dameneinzel  | Svetlana Zilberman               | Diana Koleva                       | Anette Vollertzen                    |
| Dameneinzel  | Svetlana Zilberman               | Diana Koleva                       | Lone Hagelskjær Knudsen              |
| Herrendoppel | Darrell Roebuck Jack Webb        | Amod Tilak Milind Ghate            | Nanko Chorchopov Slantchezar Hristov |
| Herrendoppel | Darrell Roebuck Jack Webb        | Amod Tilak Milind Ghate            | Eric Plane Tim Hudson-Church         |
| Damendoppel  | Svetlana Zilberman Diana Koleva  | Anette Vollertzen Hanne Adsbøl     | Heidi Bender Angelika Walter         |
| Damendoppel  | Svetlana Zilberman Diana Koleva  | Anette Vollertzen Hanne Adsbøl     | Ann Jenkins Linda Wood               |
| Mixed        | Steen Fladberg Anette Vollertzen | Morten Christensen Jeanette Koldsø | Eric Plane Linda Wood                |
| Mixed        | Steen Fladberg Anette Vollertzen | Morten Christensen Jeanette Koldsø | Tim Hudson-Church Debbie Rigby       |

## Sieger und Platzierte 45+
| Disziplin    | Gold                          | Silber                     | Bronze                          |
| ------------ | ----------------------------- | -------------------------- | ------------------------------- |
| Herreneinzel | Tariq Farooq                  | Vladimir Koloskov          | Christer Forsgren               |
| Herreneinzel | Tariq Farooq                  | Vladimir Koloskov          | John Machin                     |
| Dameneinzel  | Heidi Bender                  | Christine Black            | Marlies Wessels                 |
| Herrendoppel | Steen Fladberg Claus Andersen | Dan Travers Leon Douglas   | Roger Taylor Phil Howe          |
| Herrendoppel | Steen Fladberg Claus Andersen | Dan Travers Leon Douglas   | Erik Linneberg Per Mikkelsen    |
| Damendoppel  | Andi Stretch Jackie Hurst     | Pamela Dallow Reggie Baker | Hanne Nielsen Debbie Lynch      |
| Damendoppel  | Andi Stretch Jackie Hurst     | Pamela Dallow Reggie Baker | Olga Braguinskaya Sandra Ingham |
| Mixed        | Dan Travers Christine Black   | Roger Taylor Andi Stretch  | Peter Emptage Pamela Dallow     |
| Mixed        | Dan Travers Christine Black   | Roger Taylor Andi Stretch  | Erik Linneberg Inge Ødum        |

## Sieger und Platzierte 50+
| Disziplin    | Gold                                  | Silber                                 | Bronze                        |
| ------------ | ------------------------------------- | -------------------------------------- | ----------------------------- |
| Herreneinzel | Claus Andersen                        | Per Mikkelsen                          | Edgar Michalowsky             |
| Herreneinzel | Claus Andersen                        | Per Mikkelsen                          | Sören Molin                   |
| Dameneinzel  | Lis Rathsach                          | Sue Whittaker                          | Betty Bartlett                |
| Herrendoppel | Erfried Michalowsky Edgar Michalowsky | John Cocker Bill Hamblett              | Günter Prenzel Bernd Wessels  |
| Herrendoppel | Erfried Michalowsky Edgar Michalowsky | John Cocker Bill Hamblett              | John Gardner Peter Emptage    |
| Damendoppel  | Inge Ødum Lis Rathsach                | Helle Guldborg Lis Garhoj              | Sue Whittaker Marguerite Butt |
| Damendoppel  | Inge Ødum Lis Rathsach                | Helle Guldborg Lis Garhoj              | Jean Eslick Betty Bartlett    |
| Mixed        | John Cocker Betty Bartlett            | Erfried Michalowsky Angela Michalowski | Claus Andersen Lis Rathsach   |
| Mixed        | John Cocker Betty Bartlett            | Erfried Michalowsky Angela Michalowski | Søren Haldager Helle Guldborg |

## Sieger und Platzierte 55+
| Disziplin    | Gold                          | Silber                      | Bronze                           |
| ------------ | ----------------------------- | --------------------------- | -------------------------------- |
| Herreneinzel | David Eddy                    | John Kirkebye               | Rene Toft                        |
| Herreneinzel | David Eddy                    | John Kirkebye               | Peter Gerth                      |
| Dameneinzel  | Ludmila Ukk                   | Renate Knötzsch             | Inge May Hansen                  |
| Dameneinzel  | Ludmila Ukk                   | Renate Knötzsch             | Traudl Remmele                   |
| Herrendoppel | John Kirbebye Rene Toft       | Kari Laakso Stefan Packalen | Trevor Stewart Karl Füssl        |
| Damendoppel  | Heidi Menacher Traudl Remmele | Inger Nielsen Ludmila Ukk   | Renate Gabriel Renate Knötzsch   |
| Mixed        | Søren Nielsen Inge May Hansen | Rene Toft Irene Sterlie     | Gert Lasarotti Inge Nielsen      |
| Mixed        | Søren Nielsen Inge May Hansen | Rene Toft Irene Sterlie     | Trevor Stewart Elisabeth Stewart |

## Sieger und Platzierte 60+
| Disziplin    | Gold                         | Silber                         | Bronze                              |
| ------------ | ---------------------------- | ------------------------------ | ----------------------------------- |
| Herreneinzel | Hans Schumacher              | Bendt Rose                     | Harry Shadwick                      |
| Herreneinzel | Hans Schumacher              | Bendt Rose                     | Leif V. Hansen                      |
| Dameneinzel  | Renate Gabriel               | Solveie Bjorlow                | Beryl Goodall                       |
| Dameneinzel  | Renate Gabriel               | Solveie Bjorlow                | Heidi Menacher                      |
| Herrendoppel | Bendt Rose Leif V. Hansen    | Søren Nielsen Lars Kure        | Gerhard Grönbold Siegfried Dutschke |
| Herrendoppel | Bendt Rose Leif V. Hansen    | Søren Nielsen Lars Kure        | Harry Shadwick Michael Coley        |
| Damendoppel  | Beryl Goodall Brenda Andrew  | Solveie Bjorlow Birgit Ortmann | Galina Valeeva Liudmila Chrikova    |
| Mixed        | Harry Shadwick Brenda Andrew | Hans Schumacher Renate Gabriel | Gerhard Grönboldt Heidi Menacher    |
| Mixed        | Harry Shadwick Brenda Andrew | Hans Schumacher Renate Gabriel | Leif V. Hansen Solveie Bjorlow      |